# Mythes et Légendes : Epok I
Albums de Magma
K.A
(2004) Mythes et Légendes : Epok II
(2006)
Mythes et Légendes : Epok I (sous-titré 35 ans de musique) est le premier volume d'une série de vidéos du groupe français de rock progressif Magma. Il a été enregistré en 2005 en public au Triton à Paris par Francis Linon. Il est paru en 2006 sur le label Seventh Records.

## Contexte
Ce DVD présenté en digipack noir frappé du sigle de Magma fait partie d'un ensemble de quatre DVD enregistrés entre le 10 mai et le 4 juin 2005 au Triton à Paris. À cette occasion, Magma célébrait son 35e anniversaire en proposant quatre répertoires différents sur quatre semaines consécutives, revisitant ainsi l'essentiel de sa carrière en huit heures de concert. Tous les "grands" morceaux de Magma sont interprétés : les trois mouvements de la trilogie Theusz Hamtaahk, Köhntarkösz, K.A, De Futura ... Chaque semaine, un ou plusieurs anciens musiciens de Magma était invité à se joindre au groupe.

## Contenu
Ce premier volume revisite les deux premiers albums, Kobaïa, paru en 1970, et 1001° centigrades, paru en 1971, ainsi que Theusz Hamtaahk, premier mouvement de la trilogie du même nom, composé en 1972, mais jamais enregistré en studio.
L'invité de cette première semaine, du mardi 10 au samedi 14 mai 2005, était Klaus Blasquiz (chant, percussions) qui fut membre de Magma de 1969 à 1980.

## Liste des titres
1. Malaria (6:09)
2. Stoah (10:29)
3. « Iss » Lanseï Doïa (11:09)
4. Auraë (13:37)
5. Kobaïa (14:02)
6. Theusz Hamtaahk (35:17)
7. Sowiloï (9:10)
8. KMX B12 (9:55)

## Musiciens
- Christian Vander : batterie, chant
- Stella Vander : chant, claviers
- Klaus Blasquiz : chant, percussions
- James Mac Gaw : guitare
- Philippe Bussonnet : basse
- Emmanuel Borghi : Piano électrique Fender Rhodes
- Yannick Soccal : saxophones, flûte
- Rémi Dumoulin : saxophones
- Fabrice Theuillon : saxophones